# تاريخ البوذية في الهند

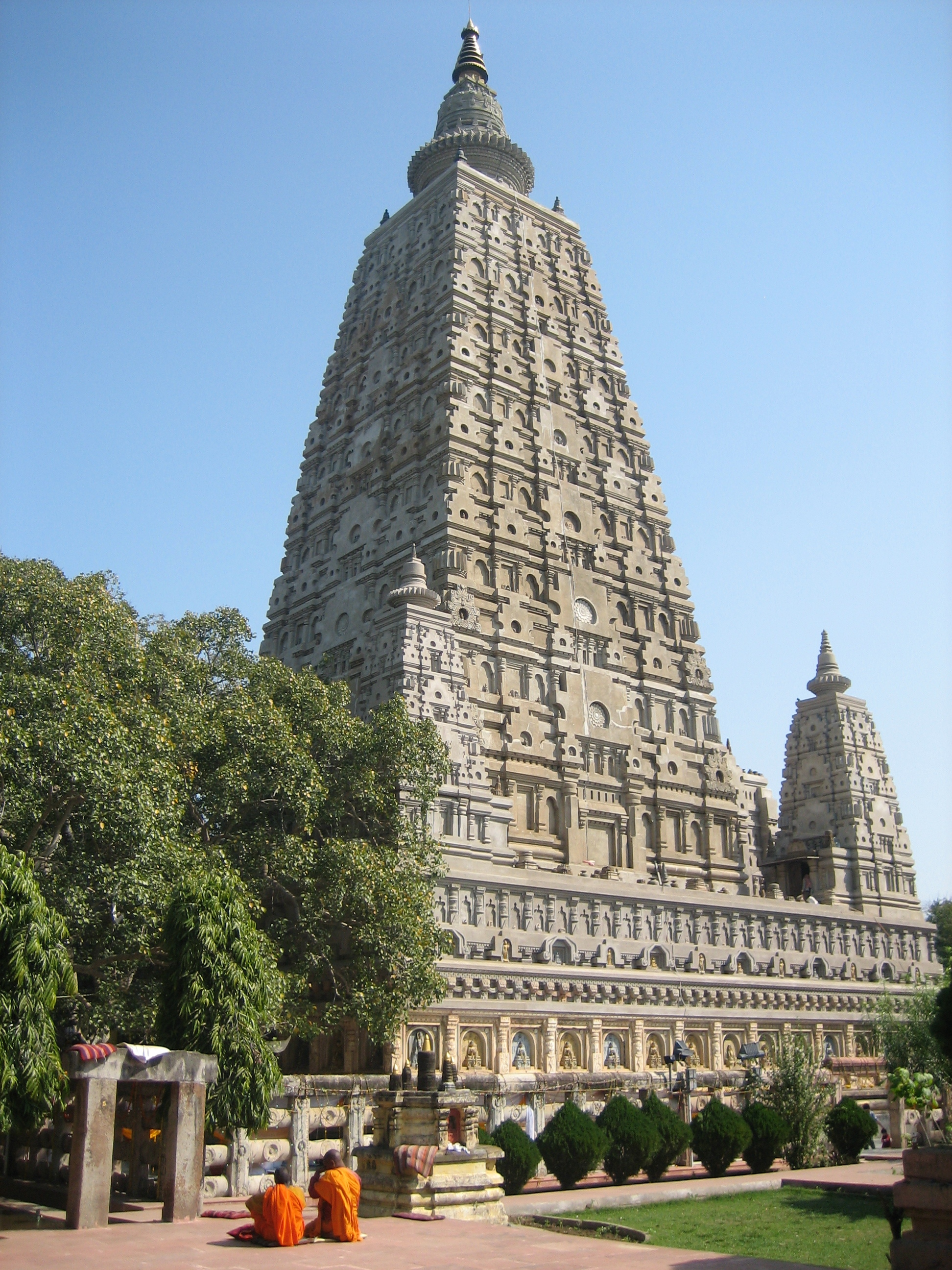
معبد مهابودهي

البوذية هي ديانة هندية قديمة نشأت في مملكة ماجادا القديمة وحولها، الآن في بيهار، الهند، وهي تستند إلى تعاليم غوتاما بوذا الذي كان يُعد «بوذا» أي «الشخص المتيقظ». انتشرت البوذية خارج ماجادا بدءًا من حياة بوذا.
مع عهد الإمبراطور البوذي المورياني أشوكا، انقسم المجتمع البوذي إلى فرعين: ماهاساماجيكا وشافيرافادا، انتشر كل منهما في جميع أنحاء الهند وانقسم إلى عدة طوائف فرعية. في العصر الحديث، يوجد فرعان رئيسيان للبوذية: التيرافادا في سريلانكا وجنوب شرق آسيا، والماهايانا في جميع أنحاء جبال الهيمالايا وشرق آسيا. يُصنف التقليد البوذي للفاجرايانا أحيانًا جزءًا من ماهيانا البوذية، لكن بعض العلماء يعدونه فرعًا مختلفًا تمامًا.
فقدت ممارسة البوذية بوصفها دينًا متميزًا ومنظمًا تأثيرها بعد عهد جوبتا، القرن السابع الميلادي، وتركت موطنها الأصلي نحو القرن الثالث عشر، لكن ليس من دون ترك تأثير كبير في التقاليد الدينية المحلية الأخرى. باستثناء منطقة الهيمالايا وجنوب الهند، كادت البوذية أن تنقرض في الهند بعد وصول الإسلام في أواخر القرن الثاني عشر. لا تزال البوذية تُمارَس في مناطق الهيمالايا مثل سيكيم ولداخ وأروناجل برديش وتلال دارجلينغ في البنغال الغربية ومناطق لهول وسبيتي في أعالي هيماجل برديش وماهاراشترا. بعد حركة داليت البوذية بقيادة أمبيدكار، زاد عدد البوذيين في الهند كثيرًا. وفقًا لتعداد عام 2011، يشكل البوذيون 0.7% من سكان الهند، أو 8.4 مليون فرد. يشكل البوذيون التقليديون أقل من 13%، ويشكل البوذيون من نافايانا -المتحولين، أمبيدكاريت أو البوذيون الجدد- أكثر من 87% من المجتمع البوذي الهندي وفقًا لتعداد 2011 في الهند. وفقًا لتعداد عام 2011، فإن أكبر تجمع للبوذية في ولاية ماهاراشترا (6530.000)، حيث يقيم 77% من إجمالي البوذيين في الهند. ولاية البنغال الغربية (280،000)، مدهيا برديش (216،000)، وأتر برديش (200000) هي ولايات أخرى بها عدد كبير من البوذيين. ظهرت لاداخ (39.7%) وسيكيم (27.4%) وأروناتشال براديش (11.8%) وميزورام (8.5%) ومهاراشترا (5.8%) أكبر خمس ولايات أو أقاليم اتحادية في نسبة وجود البوذيين.

## خلفية

### غوتاما بوذا
وُلِد بوذا ابنًا لكابيلفاستو، زعيم جمهورية شاكيا يُدعى سودودانا. لقد استخدم ممارسات سرامانا بطريقة محددة، مستنكرًا الزهد الشديد والتأمل الوحيد للتركيز، التي كانت ممارسات سرامانية. بدلاً من ذلك، نشر طريقة وسطية بين أقصى درجات الانغماس في الذات وإهانة الذات، إذ يكون الزهد والرحمة عنصرين أساسيين.
وفقًا للتقاليد، كما هو مسجل في بالي كانون وأجاماس، استيقظ سيدهارتا جوتاما جالسًا تحت شجرة الأثأب، المعروفة الآن باسم شجرة بودي في بود جايا، الهند. أشار غوتاما إلى نفسه باسم تاتاغاتا، أو «هكذا ذهب»، اعتبره التقليد اللاحق سامياكاسام بودا، أو «المستيقظ ذاتيًا تمامًا». وفقًا للتقاليد، وجد الرعاية لدى حاكم ماغادا، الإمبراطور بيمبيشارا. قبل الإمبراطور البوذية عقيدةً شخصية وسمح بتأسيس العديد من البوذيين «فيهارا». أدى هذا في النهاية إلى إعادة تسمية المنطقة بأكملها بيهار.
وفقًا للتقاليد، في حديقة دير في سارناث بالقرب من فاراناسي في شمال الهند، أطلق بوذا عجلة دارما بإلقاء خطبته الأولى على مجموعة من خمسة من رفاقه الذين سعى معهم سابقًا للتحرير. لقد شكلوا، مع بوذا، أول سانجا، شركة الرهبان البوذيين، ومن ثم، اكتمل تشكيل الأحجار الكريمة الثلاثية: بوذا، وداما، وسانجا.
يُقال إن بوذا سافر في السنوات المتبقية من حياته في سهل الغانج في شمال الهند ومناطق أخرى. تُوفي بوذا في كوشينجار بأتر برديش.

### الأتباع
أشار أتباع البوذية، الذين يُطلق عليهم اسم البوذيين، إلى أنفسهم باسم سوجاتا. ومن المصطلحات الأخرى ساكيون أو ساكيابيكسو في الهند القديمة. كان ساكيابوتو مصطلحًا آخر يستخدمه البوذيون، وكذلك أرياسافاكو وجينابوتو. يقول العالم المختص بالبوذية دونالد س. لوبيز إنهم استخدموا أيضًا مصطلح بودا. يقول العالم ريتشارد كوهين في مناقشته حول كهوف أجانتا في القرن الخامس، أن وجود بوذا فيها لم يثبت، وقد استخدمه الغرباء لوصف البوذيين، باستثناء الاستخدام العرضي صفةً.

## التطورات المبكرة

### المجالس البوذية المبكرة
لم يعين بوذا أي خليفة، وطلب من أتباعه العمل على التحرر باتباع التعليمات التي تركها. كانت تعاليم بوذا موجودة فقط في التقاليد الشفهية. عقدت سانغا عددًا من المجالس البوذية من أجل التوصل إلى إجماع حول مسائل العقيدة والممارسات البوذية:
1. ماهاكايابا، أحد تلاميذ بوذا، ترأس أول مجلس بوذي عُقد في راجاغيها. كان الغرض منه قراءة التعاليم الفعلية لبوذا والاتفاق عليها وعلى الانضباط الرهباني. يعد بعض العلماء هذا المجمع وهميًا.[19]
2. يُقال إن المجلس البوذي الثاني قد عُقد في فايالي. كان الغرض منه التعامل مع الممارسات الرهبانية المشكوك فيها مثل استخدام المال وشرب نبيذ النخيل وغيرها من المخالفات. أعلن المجلس أن هذه الممارسات غير قانونية.
3. عُقد ما يُعرف عمومًا بالمجلس البوذي الثالث في باتاليبوترا، ويُزعم أن الإمبراطور آوكا دعا إليه في القرن الثالث قبل الميلاد. نظمه الراهب موغاليبوتا تيسا، وقد أقيم من أجل تخليص سانغا من العدد الكبير من الرهبان الذين انضموا إلى الجماعة بسبب رعايتها الملكية. يعتقد معظم العلماء الآن أن هذا المجلس كان ثيرافادا حصريًا، وأن إرسال المبشرين إلى بلدان مختلفة في هذا الوقت تقريبًا لم يكن له علاقة به.
4. يُعتقد عمومًا أن ما يُسمى غالبًا بالمجلس البوذي الرابع قد عُقد تحت رعاية الإمبراطور كانيشكا في جالاندهار في كشمير، مع أن البروفيسور الراحل لاموت عده أمرًا وهميًا.[20] يُعتقد عمومًا أنه كان مجلسًا لمدرسة سارفاستيفادا.

### الماهايانا
اقترح العديد من العلماء أن براجناباراميتا سوترا، التي تُعد من بين أقدم سوترا ماهاياناية، تطورت بين ماهاسامجيكا على طول نهر كريشنا في منطقة آندرا في جنوب الهند.
تضم أقدم سوترا ماهاياناية الإصدارات الأولى من نوع براجناباراميتا، جنبًا إلى جنب مع النصوص المتعلقة آكسوبيابودا، التي ربما كُتبت في القرن الأول قبل الميلاد في جنوب الهند. اقترح العديد من العلماء أن براجناباراميتا ربما تطورت بين ماهاسمجيكا في جنوب الهند، في بلد آندرا، على نهر كريشنا. يعتقد ووردر أن ماهايانا نشأت في جنوب الهند، غالبًا في بلاد إندرا.

### الفاجرايانا
تطورت فئات مختلفة من أدب الفاجرايانا نتيجة لرعاية المحاكم الملكية البوذية والشيفاوية. ينص مانجوسريمولاكالبا، الذي صُنف لاحقًا تحت كرياتاناترا، على أن المانترا التي تُدرس في شايفا وجارودا وفايشنافا تانتراس ستكون فعالة إذا طبقها البوذيون، إذ علمهم جميعًا في الأصل مانجوشري. يصف جوهايسيدي بادمافاجرا، وهو عمل مرتبط بتقليد جوهايساماجا، العمل بوصفه معلم شايفا، وبدء الأعضاء في كتب سايفا سيدانتا المقدسة والماندالا. اعتمدت نصوص سامفارا تانترا قائمة بيثا من نص شايفا تانتراسادافا، ما أدى إلى حدوث خطأ في النسخ إذ خُلط بين الإله والمكان.

## تعزيز البوذية في الهند

### الانتشار المبكر للبوذية
في القرنين السادس والخامس قبل الميلاد، زادت التنمية الاقتصادية من أهمية طبقة التجار. انجذب التجار إلى التعاليم البوذية، التي تناقضت مع الممارسات الدينية للبراهمين. ركز الأخير على الوضع الاجتماعي لطائفة براهمين مع استبعاد مصالح الطبقات الأخرى. أصبحت البوذية بارزة في المجتمعات التجارية ثم انتشرت في جميع أنحاء الإمبراطورية الموريانية من خلال الروابط التجارية وعلى طول طرق التجارة. وبهذه الطريقة، انتشرت البوذية أيضًا عبر طريق الحرير إلى آسيا الوسطى.

### الإمبراطورية الكوشانية
حكمت الإمبراطورية الكوشانية تحت حكم الإمبراطور كانيشكا منطقة غاندهارا البوذية، إضافةً إلى أجزاء أخرى من شمال الهند وأفغانستان وباكستان. كان حكام كوسانا من أنصار المؤسسات البوذية، وأنشؤوا العديد من الأبراج والأديرة. خلال هذه الفترة، انتشرت البوذية الغندارية عبر طرق التجارة التي يحميها الكوسانا، عبر ممر خيبر إلى آسيا الوسطى. وانتشرت أساليب الفن البوذي في غاندهاران خارج غاندهارا إلى أجزاء أخرى من آسيا.

### عصر بالا وسينا
في ظل حكم ملوك بالا وسينا، ازدهرت مافيهارا الكبيرة فيما يعرف الآن بولاية بيهار والبنغال. وفقًا للمصادر التبتية، برز خمسة ماهافيهارا عظماء: فيكراماشيلا، الجامعة الأولى في ذلك العصر؛ نالاندا، بعد أوجها ولكن لا تزال شهيرة، سومابورا، أودانتابورا، وجاجادالا. شكلت الأديرة الخمسة شبكة. كانوا جميعًا تحت إشراف الدولة وكان بينهم نظام للتنسيق. يبدو من الأدلة أن المقاعد المختلفة للتعلم البوذي التي تعمل في شرق الهند تحت حكم بالا كانت تشكل شبكة معًا، وهي مجموعة مترابطة من المؤسسات، وكان من الشائع أن ينتقل العلماء الكبار بسهولة من موقع إلى آخر فيما بينها.

وفقًا لدامين كيون، كان ملوك سلالة بالا -من القرن الثامن إلى القرن الثاني عشر، منطقة سهول الغانج- داعمًا رئيسيًا للبوذية، ومختلف الفنون البوذية والهندوسية، وتدفق الأفكار بين الهند والتبت والصين، كما يشير دامين كيون:
خلال هذه الفترة -سلالة بالا- وصلت بوذية الماهايانا إلى ذروتها من التطور، في حين ازدهرت البوذية التانتراية في جميع أنحاء الهند والأراضي المحيطة بها. كانت هذه أيضًا فترة رئيسية لتوحيد المدرسة المعرفية المنطقية -برامانا- للفلسفة البوذية. بصرف النظر عن العديد من الحجاج الأجانب الذين قدموا إلى الهند في هذا الوقت، خاصةً من الصين والتبت، حدث تدفق أصغر لكنه مهم من القُرّاء الهنود الذين شقوا طريقهم إلى التبت.